# Arnaud Ier de Maytie
Arnaud Ier de Maytie (né vers 1565 et mort en septembre/octobre 1622 à Oloron) est un ecclésiastique qui fut évêque d'Oloron de 1597 à 1622.

## Biographie
Le diocèse d'Oloron comme celui voisin de Lescar est de facto vacant et livré aux réformés depuis le règne de Jeanne d'Albret. Après l'abjuration en 1593 de son fils Henri de Navarre et son absolution par le Pape en 1595, Henri IV devenu le nouveau roi de France s'est engagé à rétablir le culte catholique dans le Béarn. Toutefois du fait de l'obstruction des nobles locaux réformés qui s'étaient approprié les biens de l'Église catholique les deux diocèses ne sont pleinement réintégrés dans le giron de l'Église qu'après une campagne militaire en 1620. De ce fait une rumeur a circulé que la nomination à l'épiscopat d'Arnaud de Maytie  est liée à un accord conclu avec Charles de Luxe, le gouverneur du pays de Soule, dont il ne serait que le « confidentiaire ».
Arnaud Ier de Maytie, dit parfois de Mauléon, appartient à une famille de la noblesse locale. Il est le fils cadet de Pierre de Maytie mais le nom de sa mère est inconnu. Selon la tradition son père s'est illustré sous le règne de Marguerite de Navarre en abattant à la hache la chaire sur laquelle l'évêque Gérard Roussel, pasteur protestant protégé de la reine, prêchait.
C'est dans ce contexte qu'Arnaud né vers 1565 est destiné à l'Église. Il étudie le droit à Bordeaux avec Bernard Daffis futur évêque de Lombez et obtient une licence  en droit canon au plus tard en 1597. Il a été ordonné prêtre en septembre 1585. Prieur d'Ordiarp en 1590, il devient chanoine d'Oloron au cours de la décennie 1590 et il est enfin élu en 1598 par le chapitre de chanoines à la tête du diocèse vacant depuis 1580. Il devient abbé commendataire de l’abbaye de Saint-Pé-de-Bigorre  le 11 mars 1611 et de l'abbaye Saint-Vincent de Lucq ce qui lui permet de compenser les maigres ressources du diocèse dont une grande partie des biens est encore entre les mains des réformés. Au cours de son épiscopat conjointement avec  l'évêque de Lescar Jean-Pierre d'Abbadie, il s'attache à réparer les destructions imputables aux réformés tant sur le plan matériel que spirituel. Le 15 janvier 1618 il obtient la nomination comme coadjuteur son neveu et homonyme Arnaud II de Maytie et il meurt en septembre ou octobre 1622.